# Annabelle (film)
Annabelle är en amerikansk skräckthrillerfilm från 2014.

## Rollista (i urval)
- Annabelle Wallis  som Mia Form
- Ward Horton  som John Form
- Tony Amendola som Fader Perez
- Alfre Woodard som Evelyn
- Kerry O'Malley som Sharon Higgins
- Brian Howe som Pete Higgins
- Eric Ladin som Detektiv Clarkin
- Ivar Brogger som Dr. Burgher
- Gabriel Bateman som Robert
- Shiloh Nelson som Nancy
- Tree O'Toole som Tunn  Kvinna; Annabelle Higgins
- Keira Daniels som 7-åriga Annabelle Higgins
- Robin Pearson Rose som Mamma
- Morganna May som Debbie
- Michelle Romano som Mary
- Christopher Shaw som Fuller
- Joseph Bishara som Demon